# Comunidade judia de Melilha
A comunidade judia de Melilha é uma das mais antigas e pequenas da Espanha, mas tem desempenhado um papel fundamental na história e no desenvolvimento da cidade. Melilha, situada no norte da África, tem sido historicamente um ponto de encontro entre diversas culturas e religiões, e os judeus têm estado presentes desde tempos antigos. Sua história se forjou ao longo dos séculos, fundindo diversos ramos da comunidade judia, tanto sefarditas quanto magrebíes, em uma identidade comum.

## História
A presença judaica em Melilha pode ser rastreada até o século I a.C., quando o enclave fenício de Rusadir, que mais tarde seria conhecido como Melilha, fazia parte de uma rede comercial que incluía assentamentos judeus em todo o norte da África. Durante a dominância romana, estabeleceram-se comunidades judaicas em toda a região, incluindo o que hoje é Marrocos. Após a destruição do Templo de Jerusalém no ano 70 d.C., muitos judeus estabeleceram-se no norte da África, um processo que continuou por séculos.
No século XV, com a expulsão dos judeus da Espanha em 1492, muitos sefarditas procuraram refúgio no norte da África, incluindo a região de Marrocos. Ao longo dos séculos, as comunidades judaicas em Marrocos dividiram-se em dois grandes ramos: os megoráshim (judeus sefarditas que provinham da Espanha) e os toshabim (judeus magrebíes, descendentes daqueles que já viviam na região).

### O Resurgimiento da Comunidade Judia em Melilla
A chegada da comunidade judaica a Melilha intensificou-se no século XIX. Após a Guerra de África (1859-1860) e a assinatura do Tratado de Wad-Ras, muitos judeus provenientes de Tetuán mudaram-se para Melilha. Esses judeus sefarditas, descendentes dos expulsos de Espanha em 1492, falavam haquitia (um dialeto judeu-espanhol) e mantinham uma rica tradição cultural hispânica. A partir de 1862, após a Paz de Uad Ras, um grupo de judeus deixou Tetuán e, junto com as tropas espanholas, estabeleceu-se em Melilha, onde começaram a prosperar rapidamente.
Em 1881, após a construção de moradias no bairro do Mantelete, a comunidade judaica começou a organizar-se de maneira mais formal. O comerciante sefardita Joseph Levy, junto com outros membros da comunidade, fundou o bairro hebreu, que se tornou o centro económico e social da comunidade.
Simultaneamente, na região do Rif, as tensões políticas e as sublevações contra o sultão Moulay Abdelaziz obrigaram muitos judeus magrebíes, conhecidos como toshabim, a abandonar seus lares e procurar refúgio em Melilha. A chegada desses judeus magrebíes ocorreu principalmente entre 1903 e 1904, quando milhares de famílias fugiram da violência em cidades como Taza. Inicialmente, esses judeus tinham menos formação cultural e econômica do que os sefarditas, mas, com o tempo, se assimilaram à comunidade judaica sefardita e contribuíram para a formação de uma comunidade israelita unificada.

### Expansão e Desenvolvimento no Século XX
Durante as primeiras décadas do século XX, a comunidade judaica de Melilha cresceu significativamente, atingindo uma população de cerca de 7.000 pessoas em 1930. Nesse período, os judeus de Melilha foram fundamentais para o desenvolvimento econômico da cidade, graças à sua habilidade comercial. Foram chave na conexão de Melilha com o interior de Marrocos, facilitando o comércio de produtos africanos com a Europa.
A criação do protetorado espanhol em Marrocos, em 1911, ampliou ainda mais as oportunidades comerciais para os judeus de Melilha. No entanto, com o fim do protetorado em 1956 e a independência de Marrocos, muitos judeus da cidade emigraram para a Espanha, Israel e América, reduzindo significativamente seu número em Melilha.

## A Comunidade Judia Atual
Hoje em dia, a comunidade judaica de Melilha continua sendo uma parte importante da vida social, cultural e econômica da cidade, embora sua população tenha diminuído consideravelmente. Aproximadamente mil judeus vivem em Melilha, e sua presença continua sendo significativa na vida diária da cidade, especialmente no âmbito comercial.
Os judeus de Melilha continuam sendo, em sua maioria, sefarditas, mas também conservam uma rica herança cultural magrebina devido à fusão dos diferentes grupos que formaram a comunidade ao longo dos séculos. A comunidade mantém ativas várias instituições religiosas e culturais, como a sinagoga e o Liceu Sefardita de Melilha, e celebra as festividades judaicas com entusiasmo. Além disso, a cidade abriga um dos poucos cemitérios judeus na Espanha, que continua sendo um símbolo da histórica presença judaica na cidade.
A contribuição dos judeus à arquitetura de Melilha também é notável, especialmente no desenvolvimento do modernismo melilhense, onde se encontram vários edifícios construídos por membros da comunidade.
Apesar de ser uma comunidade pequena em número, os judeus de Melilha continuam sendo uma parte fundamental do caráter multicultural da cidade, contribuindo para a preservação de sua diversidade religiosa e cultural.

## Enlaces externos
- Página da Comunidade Judia de Melilla.
- Bairro Judeu de Melilla